# Bergen-Nunatakker
Die Bergen-Nunatakker sind eine Gruppe von bis zu 1660 m hohen Nunatakkern im südzentralen Teil des Palmerlands auf der Antarktischen Halbinsel. Sie liegen 22 km nördlich der Journal Peaks und östlich der Seward Mountains auf.
Der United States Geological Survey kartierte sie anhand von Luftaufnahmen der United States Navy aus den Jahren von 1966 bis 1969. Das Advisory Committee on Antarctic Names benannte sie 1977 nach Michael Bergen, Ingenieur des United States Antarctic Research Program auf der Palmer-Station im antarktischen Winter 1970.